# Hundsrauken
Die Hundsrauken (Erucastrum) bilden eine Pflanzengattung, die zur Familie der Kreuzblütengewächse (Brassicaceae) gehört.

## Beschreibung

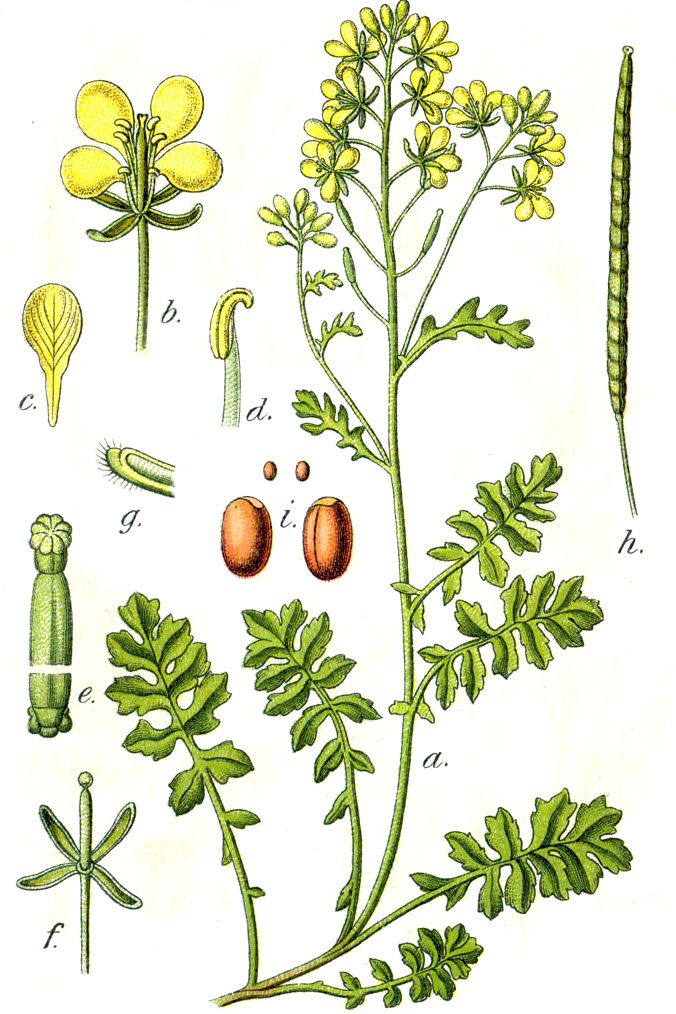
Illustration der Französischen Hundsrauke (Erucastrum gallicum)

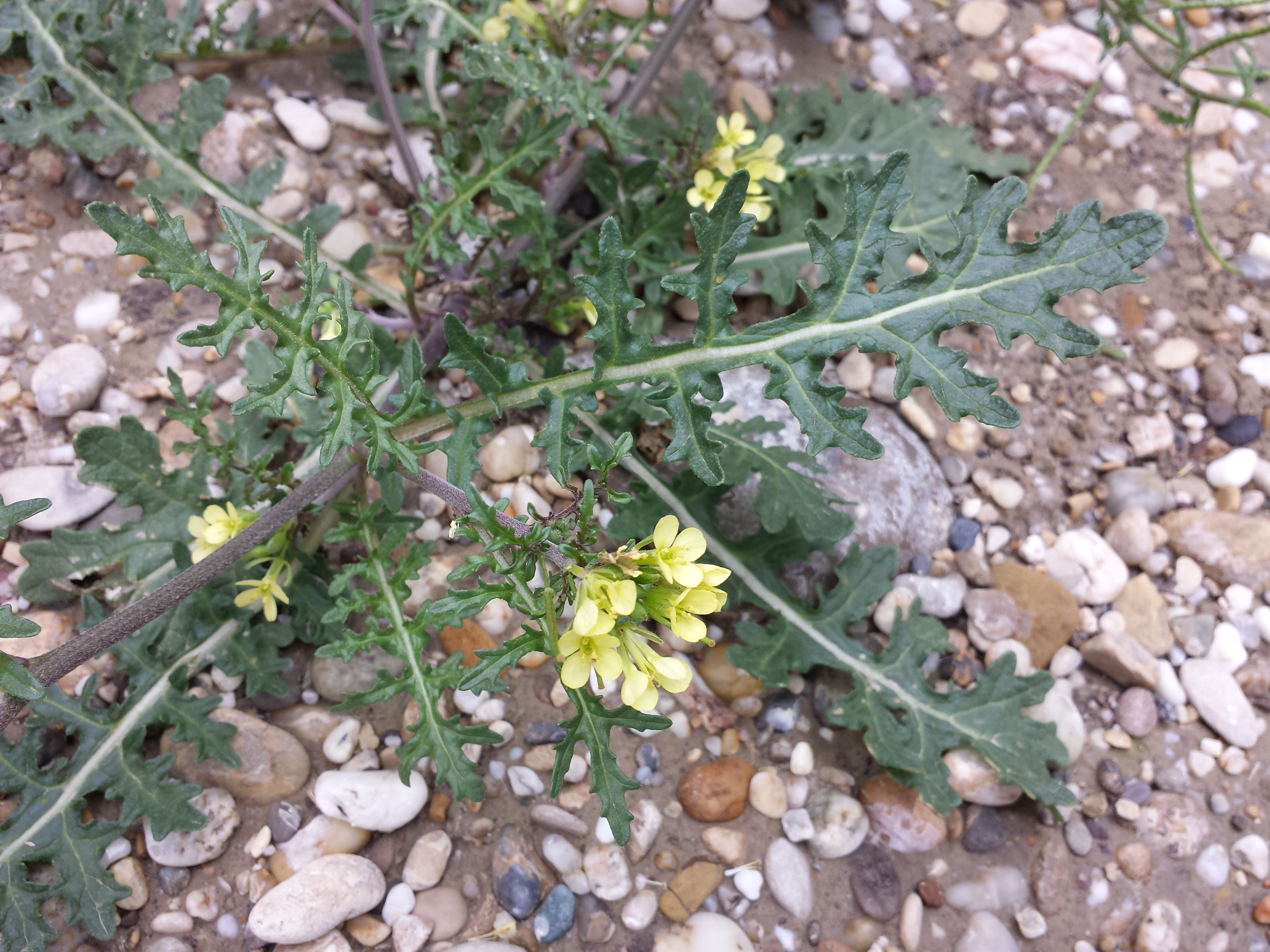
Französische Hundsrauke (Erucastrum gallicum)

### Vegetative Merkmale
Hundsrauken-Arten wachsen als einjährige bis ausdauernde krautige Pflanzen mit Wuchshöhen von 30 bis 80 Zentimetern. Sie besitzen einfache Trichome oder sind unbehaart. Während die unteren, bodennahen Blätter versetzt angeordnet sind, setzen höher ausgebildete Blätter beidseitig am Stängel an. Die Blattspreite ist einfach bis gelappt.

### Generative Merkmale
Die Blüten stehen in endständigen traubigen Blütenständen zusammen.
Die zwittrigen Blüten sind vierzählig. Die Farbe der vier Blütenkronblätter reicht von kräftigem gelb über hellgelb bis weiß und zu grünlich. Der Griffel endet in einer kopfigen oder zweiästigen Narbe. Es werden meist vierkantige Schoten mit zwei gekielten Klappen ausgebildet, in denen die eiförmigen bis länglichen Samen einreihig angeordnet sind.

## Verbreitung
Ursprüngliche Hauptverbreitungsgebiete sind das Mittelmeergebiet, Makaronesien sowie Mittel- und Südeuropa.  Weitere natürliche Vorkommen findet man im südöstlichen, nordwestlichen und nördlichen Europa, im nördlichen, östlichen und südlichen Afrika, auf der Arabischen Halbinsel und der Kaukasusregion. Heute sind Hundsrauken in weiteren Regionen der Erde Neophyten.
Hundsrauken wachsen vornehmlich an sonnigen und nährstoffreichen Ruderalstandorten.

## Systematik
Die Erstveröffentlichung des Gattungsnamens Erucastrum erfolgte 1826 durch Karl Bořiwog Presl in Flora Sicula, Band 1, S. 92. Ein Synonym ist Kibera Adans.
Weltweit sind etwa 25 Arten bekannt. In Mitteleuropa vorkommende Arten sind:
- Französische Hundsrauke (Erucastrum gallicum (Willd.) O.E.Schulz): 30–60 cm groß, Blätter fiederlappig mit 4–8 Seitenabschnitten, Blüten gelb, auf Äckern und an Flussufern[5]
- Stumpfkantige Hundsrauke oder Brunnenkressenblättrige Hundsrauke (Erucastrum nasturtiifolium (Poir.) O.E.Schulz): 40–80 cm groß, Blätter fiederlappig mit 4–8 stumpfen Seitenabschnitten, Blüten gelb, auf Äckern und Schutt[5]

Die weiteren Arten sind:
- Erucastrum abyssinicum (A.Rich.) O.E.Schulz: Sie kommt in Äthiopien, Eritrea und im Jemen vor.[4]
- Erucastrum arabicum Fisch. & C.A.Mey.: Sie kommt in Afrika und auf der Arabischen Halbinsel vor.[4]
- Erucastrum austroafricanum Al-Shehbaz & Warwick: Sie kommt im südlichen Afrika vor.[4]
- Erucastrum brevirostre (Maire) Gomez-Campo: Sie kommt in Marokko vor.[4]
- Kanaren-Hundsrauke (Erucastrum canariense Webb & Berthel.): Sie kommt auf den Kanaren vor.[4]
- Erucastrum cardaminoides (Webb ex Christ) O. E. Schulz: Sie kommt auf den Kanaren vor.[4]
- Erucastrum elatum (Ball) O.E.Schulz: Sie kommt in vier Varietäten in Marokko vor.[4]
- Erucastrum elgonense Jonsell
- Erucastrum erigavicum Jonsell
- Erucastrum griquense (N.E.Br.) O.E.Schulz
- Erucastrum ifniense Gómez-Campo: Sie kommt in Marokko vor.[4]
- Erucastrum leucanthum Coss. & Durieu: Sie kommt in Marokko und in Algerien vor.[4]
- Erucastrum littoreum (Pau & Font Quer) Maire: Sie kommt in drei Unterarten in Marokko vor.[4]
- Erucastrum meruense Jonsell
- Erucastrum pachypodum (Chiov.) Jonsell
- Erucastrum palustre (Pirona) Vis.
- Erucastrum rostratum (Balf.f.) Gómez-Campo
- Erucastrum strigosum (Thunb.) O.E.Schulz: Sie kommt im südlichen Afrika vor.[4]
- Erucastrum takhtajanii V.I.Dorof.
- Erucastrum varium (Durieu) Durieu: Sie kommt in Marokko, Algerien und Libyen vor. Man kann drei Unterarten unterscheiden.[4]
- Erucastrum virgatum C.Presl: Sie kommt in Spanien und in Italien vor. Man kann vier Unterarten unterscheiden.[4]
- Erucastrum woodiorum Jonsell